# 4
- Wikisource

| Calendário gregoriano                                                        | 4 IV            |
| Ab urbe condita                                                              | 757             |
| Calendário arménio                                                           | -548 – -547     |
| Calendário bahá'í                                                            | -1840 – -1839   |
| Calendário budista                                                           | 548             |
| Calendário chinês                                                            | 2700 – 2701     |
| Calendário copta                                                             | -280 – -279     |
| Calendário etíope                                                            | -4 – -3         |
| Calendários hindus - Vikram Samvat - Calendário nacional indiano - Cáli Iuga | 59 – 60 N/A     |
| Calendário Holoceno                                                          | 10004           |
| Calendário islâmico                                                          | 637 BH – 636 BH |
| Calendário judaico                                                           | 3764 – 3765     |
| Calendário persa                                                             | 618 BP – 617 BP |
| Calendário rúnico                                                            | 254             |
| Calendário solar tailandês                                                   | 547             |

4 (IV, na numeração romana) foi um ano bissexto do século I que começou numa terça-feira, segundo o calendário juliano.  Segundo o horóscopo chinês, foi o ano do Rato.
| Ano completo                           |
| -------------------------------------- |
| Ano bissexto com início à quinta-feira |

## Eventos
- César Augusto adopta Tibério Cláudio Nero em 26 de Junho.

## Nascimentos
- Columela, escritor de Roma.

## Mortes
- Herodes Magno
- 21 de fevereiro - Caio César, general romano (n. 20 a.C.).